# Экосфера
Экосфера (от др.-греч. οἶκος — место обитания + σφαῖρα — шар) — это экологическая оболочка Земли, совокупность её свойств как планеты, создающих условия для развития биологических систем. Пространственно включает в себя все слои атмосферы, гидросферу и часть литосферы, где возможна жизнь.

## История
Впервые предложил использовать термин Ламонт Коул в 1958 году. Биосфера, согласно его представлениям, — это только совокупность живых существ, а экосфера — это глобальная экосистема, в которой обитают организмы, также термин встречается в трудах Б. Коммонера (1973).

## Описание
В отличие от биосферы, понятие экосферы включает в себя характеристику состояния окружающей среды, в которой находятся биологические системы, а также области, где могут находиться живые организмы (в том числе за пределами естественной среды обитания).